# Farlig leg (film fra 1990)
 For alternative betydninger, se Den farlige Leg.
Farlig leg er en dansk film fra 1990, skrevet og instrueret af Preben Østerfelt.

## Medvirkende
- Charlotte Sieling
- Michael Carøe
- Torben Jensen
- Lisbeth Gajhede
- Ilse Rande
- Henning Jensen
- Hanne Boel
- Elna Brodthagen
- Guri Richter